# Heteropoda
Genre
Synonymes
- Sarotes Sundevall, 1833
- Ocypete C. L. Koch, 1836 nec Leech, 1814
- Ethilla Simon, 1874
- Adrastis Simon, 1880
- Panaretus Simon, 1880
- Tortula Simon, 1880 nec Westerlund, 1878
- Torania Simon, 1886
- Parhedrus Simon, 1887
- Panaretidius Simon, 1906

Heteropoda est un genre d'araignées aranéomorphes de la famille des Sparassidae.
On les appelle communément araignées-chasseuses des forêts ou Hétéropodide.

## Distribution
Les espèces de ce genre se rencontrent pour la plupart en Océanie, en Asie du Sud-Est, en Asie du Sud et en Asie de l'Est ; quelques-unes dans le bassin méditerranéen et en Amérique du Sud tandis que Heteropoda venatoria est pantropicale.

## Habitat
On les trouve souvent au sol, sur les troncs d'arbres et dans les régimes de bananes.

## Description
Le corps de ces araignées mesure de un à cinq centimètres et leurs envergures peut atteindre quinze centimètres.
Elles ont une couleur terne avec des marques noires, des pattes épineuses et huit yeux dont quatre sur le bord antérieur du céphalothorax qui regardent vers l'avant.
Ce sont des prédatrices nocturnes et les plus grandes peuvent attaquer des lézards.
Elles peuvent mordre mais la morsure n'est pas dangereuse pour l'homme.

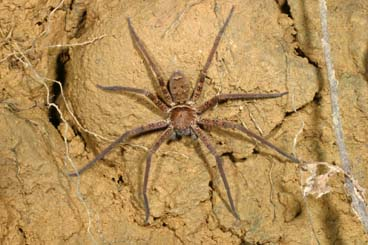
Heteropoda simplex

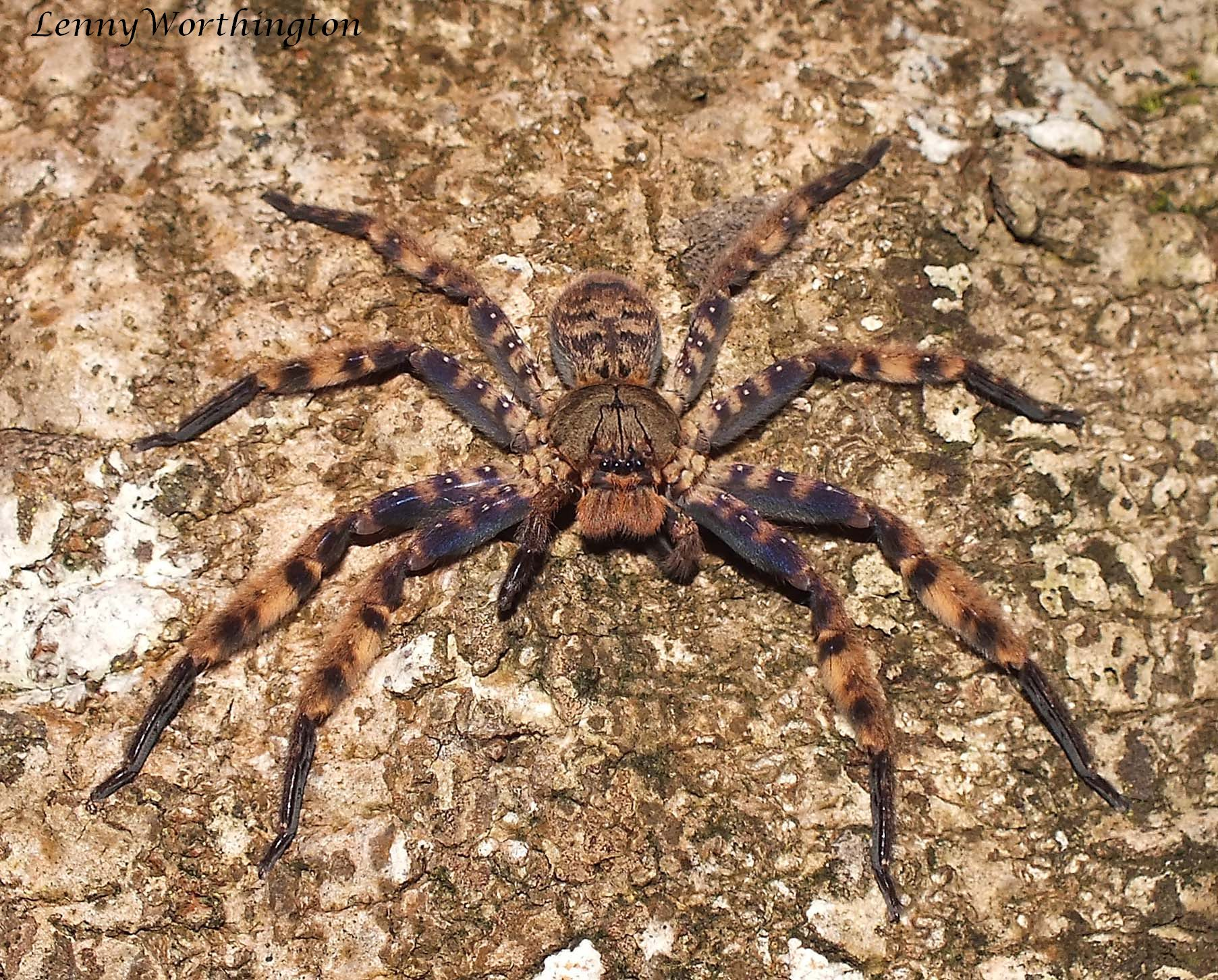
Heteropoda lunula

## Liste des espèces
Selon World Spider Catalog (version 26, 04/05/2025) :
- Heteropoda acris Korai & Jäger, 2024
- Heteropoda acuta Davies, 1994
- Heteropoda aemulans Bayer & Jäger, 2009
- Heteropoda afghana Roewer, 1962
- Heteropoda alta Davies, 1994
- Heteropoda altithorax Strand, 1907
- Heteropoda altmannae Jäger, 2008
- Heteropoda amphora Fox, 1936
- Heteropoda analis Thorell, 1881
- Heteropoda armillata (Thorell, 1887)
- Heteropoda asa Jäger, 2024
- Heteropoda atollicola Pocock, 1904
- Heteropoda atriventris Chrysanthus, 1965
- Heteropoda badiella Roewer, 1951
- Heteropoda bawanglingensis Korai & Jäger, 2024
- Heteropoda bellendenker Davies, 1994
- Heteropoda belua Jäger, 2005
- Heteropoda beroni Jäger, 2005
- Heteropoda bhaikakai B. H. Patel & H. K. Patel, 1973
- Heteropoda binnaburra Davies, 1994
- Heteropoda boiei (Doleschall, 1859)
- Heteropoda bonthainensis Merian, 1911
- Heteropoda borneensis (Thorell, 1890)
- Heteropoda boutani (Simon, 1906)
- Heteropoda bufocorniculans Jäger & Koh, 2024
- Heteropoda bulburin Davies, 1994
- Heteropoda camelia Strand, 1914
- Heteropoda cavernicola Davies, 1994
- Heteropoda cece Jäger, 2014
- Heteropoda cervina (L. Koch, 1875)
- Heteropoda chelata (Strand, 1911)
- Heteropoda chengbuensis Wang, 1990
- Heteropoda christae Jäger, 2008
- Heteropoda conwayensis Davies, 1994
- Heteropoda cooki Davies, 1994
- Heteropoda cooloola Davies, 1994
- Heteropoda crassa Simon, 1880
- Heteropoda crediton Davies, 1994
- Heteropoda cuspidata Korai & Jäger, 2024
- Heteropoda cyanichelis Strand, 1907
- Heteropoda cyanognatha Thorell, 1881
- Heteropoda cyperusiria Barrion & Litsinger, 1995
- Heteropoda dagmarae Jäger & Vedel, 2005
- Heteropoda dasyurina (Hogg, 1914)
- Heteropoda davidbowie Jäger, 2008
- Heteropoda debilis (L. Koch, 1875)
- Heteropoda dede Jäger, 2024
- Heteropoda distincta Davies, 1994
- Heteropoda duan Jäger, 2008
- Heteropoda dulongensis Korai & Jäger, 2024
- Heteropoda duo Jäger, 2014
- Heteropoda elatana Strand, 1911
- Heteropoda eluta Karsch, 1892
- Heteropoda emarginativulva Strand, 1907
- Heteropoda ernstulrichi Jäger, 2008
- Heteropoda erythra Chrysanthus, 1965
- Heteropoda eungella Davies, 1994
- Heteropoda fabrei Simon, 1885
- Heteropoda fischeri Jäger, 2005
- Heteropoda flavocephala Merian, 1911
- Heteropoda furva Thorell, 1890
- Heteropoda garciai Barrion & Litsinger, 1995
- Heteropoda gemella Simon, 1877
- Heteropoda goonaneman Davies, 1994
- Heteropoda gordonensis Davies, 1994
- Heteropoda gourae Monga, Sadana & Singh, 1988
- Heteropoda grooteeylandt Davies, 1994
- Heteropoda gyirongensis Hu & Li, 1987
- Heteropoda hainanensis Korai & Jäger, 2024
- Heteropoda hampsoni Pocock, 1901
- Heteropoda helge Jäger, 2008
- Heteropoda hermitis (Hogg, 1914)
- Heteropoda hildebrandti Jäger, 2008
- Heteropoda hillerae Davies, 1994
- Heteropoda hippie Jäger, 2008
- Heteropoda hirsti Jäger, 2008
- Heteropoda holoventris Davies, 1994
- Heteropoda homstu Jäger, 2008
- Heteropoda hosei Pocock, 1897
- Heteropoda hupingensis Peng & Yin, 2001
- Heteropoda ignichelis (Simon, 1880)
- Heteropoda imbecilla Thorell, 1892
- Heteropoda jacobi Strand, 1911
- Heteropoda jaegerorum Jäger, 2008
- Heteropoda jasminae Jäger, 2008
- Heteropoda javana (Simon, 1880)
- Heteropoda josephkohi Jäger, 2024
- Heteropoda jugulans (L. Koch, 1876)
- Heteropoda kabaenae Strand, 1911
- Heteropoda kalbarri Davies, 1994
- Heteropoda kandiana Pocock, 1899
- Heteropoda kuekenthali Pocock, 1897
- Heteropoda kuluensis Sethi & Tikader, 1988
- Heteropoda kusi Jäger, 2014
- Heteropoda laai Jäger, 2008
- Heteropoda languida Simon, 1887
- Heteropoda lashbrooki (Hogg, 1922)
- Heteropoda lebar Chen, Jäger, Zhu, Yu & Zhang, 2024
- Heteropoda lentula Pocock, 1901
- Heteropoda leprosa Simon, 1884
- Heteropoda leptoscelis Thorell, 1892
- Heteropoda listeri Pocock, 1900
- Heteropoda loderstaedti Jäger, 2008
- Heteropoda longa Korai & Jäger, 2024
- Heteropoda longipes (L. Koch, 1875)
- Heteropoda lunula (Doleschall, 1857)
- Heteropoda luwuensis Merian, 1911
- Heteropoda malitiosa Simon, 1906
- Heteropoda marillana Davies, 1994
- Heteropoda martinae Jäger, 2008
- Heteropoda martusa Jäger, 2000
- Heteropoda maukin Jäger, 2014
- Heteropoda maxima Jäger, 2001
- Heteropoda mecistopus Pocock, 1898
- Heteropoda mediocris Simon, 1880
- Heteropoda meriani Jäger, 2008
- Heteropoda merkarensis Strand, 1907
- Heteropoda meticulosa Simon, 1880
- Heteropoda minahassae Merian, 1911
- Heteropoda mindiptanensis Chrysanthus, 1965
- Heteropoda modiglianii Thorell, 1890
- Heteropoda monroei Davies, 1994
- Heteropoda montana Thorell, 1890
- Heteropoda monteithi Davies, 1994
- Heteropoda mossman Davies, 1994
- Heteropoda murina (Pocock, 1897)
- Heteropoda muscicapa Strand, 1911
- Heteropoda nagarigoon Davies, 1994
- Heteropoda natans Jäger, 2005
- Heteropoda nebulosa Thorell, 1890
- Heteropoda nigriventer Pocock, 1897
- Heteropoda nilgirina Pocock, 1901
- Heteropoda ninahagen Jäger, 2008
- Heteropoda nirounensis (Simon, 1903)
- Heteropoda nobilis (L. Koch, 1875)
- Heteropoda novaguineensis Strand, 1911
- Heteropoda nyalama Hu & Li, 1987
- Heteropoda obe Jäger, 2014
- Heteropoda obtusa Thorell, 1890
- Heteropoda ocyalina (Simon, 1887)
- Heteropoda onoi Jäger, 2008
- Heteropoda opo Jäger, 2014
- Heteropoda pakawini Jäger, 2008
- Heteropoda papilionacea Korai & Jäger, 2024
- Heteropoda parva Jäger, 2000
- Heteropoda pedata Strand, 1907
- Heteropoda pekkai Jäger, 2014
- Heteropoda phasma Simon, 1897
- Heteropoda pilata Korai & Jäger, 2024
- Heteropoda pingtungensis Zhu & Tso, 2006
- Heteropoda planiceps (Pocock, 1897)
- Heteropoda plebeja Thorell, 1887
- Heteropoda pressula Simon, 1886
- Heteropoda procera (L. Koch, 1867)
- Heteropoda raveni Davies, 1994
- Heteropoda reinholdae Jäger, 2008
- Heteropoda renibulbis Davies, 1994
- Heteropoda richlingi Jäger, 2008
- Heteropoda robusta Fage, 1924
- Heteropoda rosea Karsch, 1879
- Heteropoda rubra Chrysanthus, 1965
- Heteropoda rundle Davies, 1994
- Heteropoda ruricola Thorell, 1881
- Heteropoda saracenoi Jäger, 2024
- Heteropoda sarotoides Järvi, 1912
- Heteropoda sartrix (L. Koch, 1865)
- Heteropoda schlaginhaufeni Strand, 1911
- Heteropoda schwalbachorum Jäger, 2008
- Heteropoda schwendingeri Jäger, 2005
- Heteropoda sederhana Jäger & Koh, 2024
- Heteropoda sexpunctata Simon, 1885
- Heteropoda signata Thorell, 1890
- Heteropoda silvatica Davies, 1994
- Heteropoda simoneallmannae Jäger, 2018
- Heteropoda simplex Jäger & Ono, 2000
- Heteropoda singaporensis Jäger, 2024
- Heteropoda speciosa (Pocock, 1898)
- Heteropoda spenceri Davies, 1994
- Heteropoda spinipes (Pocock, 1897)
- Heteropoda spurgeon Davies, 1994
- Heteropoda squamacea Wang, 1990
- Heteropoda steineri Bayer & Jäger, 2009
- Heteropoda strandi Jäger, 2002
- Heteropoda strasseni Strand, 1915
- Heteropoda striata Merian, 1911
- Heteropoda striatipes (Leardi, 1902)
- Heteropoda submaculata Thorell, 1881
- Heteropoda subplebeia Strand, 1907
- Heteropoda subtilis Karsch, 1892
- Heteropoda sumatrana Thorell, 1890
- Heteropoda taygiangensis Zhang, Hoang & Lei, 2025
- Heteropoda temburong Jäger & Koh, 2024
- Heteropoda teranganica Strand, 1911
- Heteropoda tetrica Thorell, 1897
- Heteropoda trifurcata Jäger & Koh, 2024
- Heteropoda tutula Jäger & Koh, 2024
- Heteropoda tympanum Jäger & Koh, 2024
- Heteropoda udolindenberg Jäger, 2008
- Heteropoda uexkuelli Jäger, 2008
- Heteropoda ulna Jäger & Koh, 2024
- Heteropoda umbrata Karsch, 1892
- Heteropoda uniter Jäger & Koh, 2024
- Heteropoda vaginalis Korai & Jäger, 2024
- Heteropoda variegata (Simon, 1874)
- Heteropoda venatoria (Linnaeus, 1767)
- Heteropoda verticalis Korai & Jäger, 2024
- Heteropoda vespersa Davies, 1994
- Heteropoda warrumbungle Davies, 1994
- Heteropoda willunga Davies, 1994
- Heteropoda zuviele Jäger, 2008

Selon World Spider Catalog (version 23.5, 2023) :
- † Heteropoda rpbusta (Hong, 1985)

## Systématique et taxinomie
Ce genre a été décrit par Latreille en 1804.
Sarotes et Ocypete ont été placés en synonymie par Thorell en 1870.
Ethilla a été placé en synonymie par Simon en 1880.
Tortula Simon, 1880, préoccupé par Tortula Westerlund, 1878, remplacé par Torania par Simon en 1886 et Panaretidius ont été placés en synonymie par Jäger en 2001.
Adrastis, Panaretus et Parhedrus ont été placés en synonymie par Jäger en 2002.

## Publication originale
- Latreille, 1804 : Histoire naturelle générale et particulière des Crustacés et des Insectes. Paris, vol. 7, p. 144-305.